# Pardosa ilgunensis
Pardosa ilgunensis är en spindelart som beskrevs av Josef Nosek 1905. Pardosa ilgunensis ingår i släktet Pardosa och familjen vargspindlar.
Artens utbredningsområde är Turkiet. Inga underarter finns listade i Catalogue of Life.